# Няльмйок

Няльмйок — река в России, протекает по территории Ловозерского района Мурманской области. Впадает в Няльмозеро через которое протекакт река Харловка. Длина реки - 32 км, площадь её водосборного бассейна - 224 км².

## Данные водного реестра
По данным государственного водного реестра России относится к Баренцево-Беломорскому бассейновому округу, водохозяйственный участок реки — реки бассейна Баренцева моря от восточной границы бассейна реки Воронья до западной границы бассейна реки Иоканга (мыс Святой Нос), речной подбассейн реки — подбассейн отсутствует. Речной бассейн реки — бассейны рек Кольского полуострова, впадает в Баренцево море.